# مبارزة الوحوش
لعبة البطاقات المتبادلة يو غي أوه! (Yu-Gi-Oh! Trading Card Game، 遊☆戯☆王オフィシャルカードゲーム) أو مبارزة الوحوش (Duel Monsters) هي لعبة بطاقات تستخدم فيها أوراق مبارزة الوحوش، ويتم التنافس بين لاعبين، أو بين فريقين. مخترع اللعبة هو كازوكي تاكاشي وقدمها في سلاسل انمي ومانغا يو غي أوه!. تتم المبارزة على ملعب خاص يعرف بساحة اللعب أو الحقل، وهو منقسم لقسمين أساسيين واحد لكل لاعب، وكل قسم يتكون من 14 مكان للأوراق تنتشر اللعبة في الكثير من الدول أهمها اليابان والولايات المتحدة الأمريكية والكثير من دول أوروبا وآسيا، وتنتج أوراق المبارزة شركة كونامي. تعد من أهم الألعاب الاستراتيجية التي تحتاج لتخطيط، كما تعتمد على الحظ بشكل بسيط. وتصل نسبة اعتمدها على الحظ كحد أقصى حوالي 25% فقط وذلك بسبب سحب الاوراق بشكل عشوائي وفي حال كان اللاعب قد خطط بشكل ممتاز لمجموعة اوراقه فان نسبة الحظ لن تتجاوز 10 % جرت بطولات عدة واقعية في هذا المجال نذكر منها بطولة يوغي 2007 التي جرت في سوريا وقد اخذت هذه البطولة اصداء واسعة هناك.

## بطاقات مبارزة الوحوش
بطاقات مبارزة الوحوش هي البطاقات التي يتم بها لعب مبارزة الوحوش، وتنقسم هذه البطاقات ثلاثة أقسام رئيسية: بطاقات السحر وبطاقات الفخ وبطاقات الوحوش، لكل منها أماكن محددة في ساحة لعب المبارزة و تتوفر بثلاث لغات في الوطن العربي اليابانية و الإنجليزية و العربية .

### المجموعة الأساسية
المجموعة الأساسية هي مجموعة من بطاقات مبارزة الوحوش التي توضع فوق بعضها. على كل مبارز أن يكون مجموعة أوراق مبارزة لا تقل عن 40 ورقة ولا تزيد عن 60 ورقة ويجب أن تحتوي على 3 نسخ من كل ورقة على الأكثر. قبل كل مبارزة على كلا اللاعبين خلط أوراق مجموعتيهما جيداً ثم وضعها مقلوبة في الزاوية اليمنى السفلى من ساحة اللعب الخاصة بهما، ولا يسمح لهما برؤية أو ترتيب أو تبديل أوراق المجموعة أثناء المبارزة. ويجب على كل لاعب خلط اوراقه.

### المجموعة الجانبية
المجموعة الجانبية أو المجموعة الخارجية هي مجموعة من أوراق مبارزة الوحوش تتكون من 15 ورقة كحد أقصى، وفي مباريات المبارزة يسمح لكلا اللاعبين تبديل أي عدد من أوراق المجموعة بأوراق من المجموعة الجانبية بشرط ألا يتغير عدد الورق في المجموعة الجانبية بعد الانتهاء من التبديل.

### المجموعة الإضافية
المجموعة الإضافية أو المجموعة الخاصة هي مجموعة من أوراق مبارزة الوحوش التي تتكون من 15 ورقة وحش كحد أقصى، توضع مقلوبة في الزاوية اليسرى السفلى من ساحة اللعب، تتكون الاوراق من وحوش الدمج والتزامن والاكسيز والربط يمكن استدعائها بشكل خاص، كما يمكن وضع أوراق البندول في حالات خاصة.

## ساحة لعب المبارزة
ساحة لعب مبارزة الوحوش هي الساحة التي تتم عليها مبارزة الوحوش، يعرف أيضاً بالحقل أو المجال أو الساحة كمصطلح من مصطلحات اللعبة. وغالباً ما يكون مستطيل الشكل وينقسم لقسمين قسم لكل لاعب، وكل قسم ينقسم بدوره إلى 10 اماكن لوضع الأوراق فيه 5 أماكن مخصصة لأوراق السحر والفخ و5 أماكن مخصصة لوضع أوراق الوحوش.
كما تم تعديل ساحة الملعب بعد نزول وحوش البندول فتم إضافة 4 خانات بندول (خانتين لكل لاعب) ،أما التعديل الأخير فقد تم بعد نزول وحوش الربط حيث تم ضم خانات البندول إلى خانات السحر/فخ وتم إضافة خانتي وحوش إضافية في منتصف الساحة خانة لكل لاعب.

## طرق التباري
هناك طريقتان رئيسيتان للتباري في لعبة مبارزة الوحوش:
1. المبارزة الفردية: ويتبارى فيها لاعبين ضد بعضهما في جولة واحدة الفائز فيها يعد فائزا بالمبارزة.
2. مباراة المبارزة: مباراة مبارزة الوحوش أو ماتش المبارزة هي مبارزة وحوش تتكون من ثلاثة جولات، وعلى اللاعب أن يفوز باثنتين منها لكي يفوز بالمباراة. هي الطريقة المعتمدة في البطولات والأكثر انتشاراً بين اللاعبين. وبين كل جولة والأخرى؛ يسمح للاعب استخدام مجموعته الجانبية لتبديل بعض الأوراق من مجموعة أوراق المبارزة بأخرى من المجموعة الجانبية حسب الحاجة. وهذة هي الطريقة المعتمدة في البطولات الرسمية للعبة مبارزة الوحوش.

هناك طرق أخرى مثل المبارزة الثنائية ولكنها غير شائعة سوى في بعض ألعاب الننتندو.

## طريقة المبارزة
```
قبل بداية دور خصمه. في كل دور للاعب هناك مايعرف بالمرحلة الأساسية وبها يستطيع اللاعب أن يلعب بأوراقه التي في يده فيمكنه أستدعاء أوراق الوحوش أو تشغيل أوراق السحر أو تهيئة أوراق الفخاخ، ولكل ورقة خانات معينة في ساحة الملعب يضعها فيها. في حال انتهى أستخدام الورقة تنتقل لخانة تسمى بمقبرة البطاقات.
```